# La rete non dimentica
La rete non dimentica (Sexting in Suburbia, anche noto come Shattered Silence) è un film televisivo del 2012, diretto da John Stimpson.

## Trama
Dina Van Cleve è un'adolescente molto sensibile, carina e affettuosa cresciuta dalla madre Rachel, della quale porta il cognome, perché non si hanno tracce del padre da ben prima che Dina nascesse. L'adolescente frequenta un coetaneo, Marc, con cui intrattiene una storia che lei intende sentimentale, mentre lui la ritiene solo amichevole perché frequenta già un'altra compagna di scuola, di nome Skylar. Una sera Dina va ad una festa con Marc, secondo il quale è tempo che la loro storia intraprenda una svolta più intima, ma Dina stessa non si sente pronta al gran passo (probabilmente perché Marc é già fidanzato) e si defila. Tornata a casa, un po' pentita per la scelta di non concedersi, si scatta un selfie nuda, lo invia a Marc e il giorno dopo, a scuola, al suo ingresso, nota che tutti i suoi compagni ridono di lei. La sua amica la informa che tutti i ragazzi della scuola hanno ricevuto da fonti varie la foto che aveva mandato solo a Marc, il quale, a sua volta, dice di essere meravigliato per aver lui stesso ricevuto da dieci compagni diversi la stessa foto. Per la disperazione e la vergogna Dina si toglie la vita e la madre Racheal, all'oscuro del motivo del suicidio, non vuole e non può rassegnarsi alla sua perdita della figlia, e comincia ad interrogare i compagni per scoprire la verità. Marc, all'inizio, non si sente di aiutare Rachel, ma poi le rivela di aver ricevuto la foto senza mai averla girata ad altri e, piangendo,  si rammarica che si possa essere così crudeli come i compagni lo sono stati, condividendo quella foto. L'unico errore di Marc è di aver condiviso momenti di intimità con Skylars, che  era invidiosa di Dina. Alla fine si viene sapere che è stata la madre di Skylar, Patricia, ad inviare la foto di Dina nuda ai compagni di Skylar e Dina, affinché fosse sua figlia, e non Dina, ad ottenere un'ambita borsa di studio. Per questo, Patricia ha anche minacciato Rachel con lettere anonime, allo scopo di farle interrompere la ricerca della verità.